# Sveta ljubav (album)
Sveta ljubav je treći album i naziv pjesme s kojom je Maja Blagdan predstavljala Hrvatsku na izboru za Pjesmu Eurovizije 1996. godine u norveškom Oslu.
Album se sastoji od 10 pjesama izdanih 1996., to su: 
1. Sveta ljubavi (3:00)

2. Kada oči govore (3:58)

3. Ja živim za tebe (4:43)

4. Vozi me (3:42)

5. Ne pitaj (4:22)

6. Ako (4:10)

7. Živim od ljubavi (4:05)

8. Dvaput razmisli (4:07)

9. Zaboravi da smo se voljeli (3:30)

10. Divine Love (3:00)
Maja je s tom pjesmom pobijedila na Dori, ispred pjesme "Aha" mlade splitske pjevačice Jelene Rozga. Snimljena je i engleska verzija pjesme - "Divine Love".
Iako nije dobila niti jednu dvanaesticu, pjesma je u konačnici zauzela vrlo visoko 4. mjesto s 98 bodova. Te godine pobijedila je irska predstavnica Eimar Quinn s pjesmom "Voice" i odvela natjecanje sljedeće godine u Dublin. To je bila 7. irska pobjeda na Eurosongu, i do sada su najuspješnija nacija, a Hrvatska je ostvarila do tada najviši plasman.